# Sveriges riksbaner

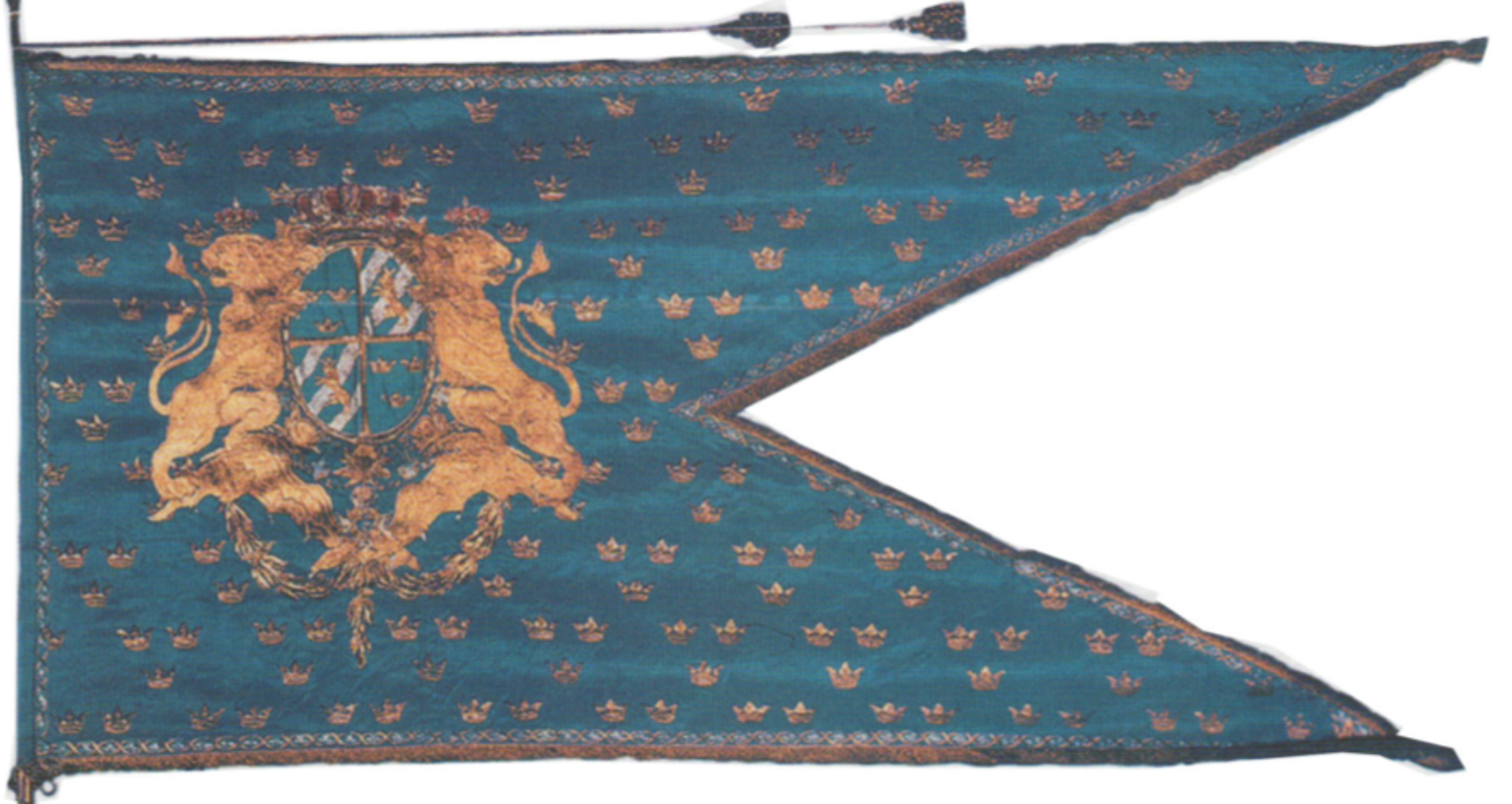
Sveriges nuvarande riksbaner från 1751.

Sveriges riksbaner används vid olika kungliga ceremonier, såsom dop, vigslar och jordfästningar. Det nuvarande baneret utfördes i Paris 1751 till Adolf Fredriks och Lovisa Ulrikas kröning.
Riksbaneret förvaras i Riddarholmskyrkan.

## Det nuvarande riksbaneret
Sveriges nuvarande riksbaner skiljer sig från sina föregångare, då det är broderat på sidenrips och inte målat. Det är heller inte utfört i Sverige, utan i Paris av Ludvig XV:s hovbrodör N.V. Du Trou. Baneret  beställdes till Adolf Fredriks och Lovisa Ulrikas kröning 1751. I likhet med sina föregångare visar baneret stora riksvapnet, med tre kronor och folkungalejon.
Skölden, som är av en elliptisk modell, kröns med en sluten kunglig krona. Sköldbärarna, två lejon med traditionsenligt kluvna svansar, står inte på det vanliga postamentet i stora riksvapnet, utan på ett par utbredda drak- eller fladdermusvingar. Detta är märkligt, då detta traditionellt är en symbol för det onda. Förklaringen är den tidens vurm för Kina, samt att Svenska Ostindiska Kompaniet under denna tid var som mest framgångsrikt.
Baneret är rätvinkligt, precis som Johan III:s riksbaner, och tvåflikigt. Duken är beströdd med gyllene kronor, ställa två över en som i lilla riksvapnet. Av någon anledning saknar Adolf Fredriks riksbaner hjärtsköld, vilken skulle ha avbildat den regerande Holstein-Gottorpska ättens vapen. Därför kan detta riksbaner även användas av den nuvarande ätten Bernadotte.
I Försvarsmaktens ceremonireglemente stadgas följande om Riksbaneret:
| ” | Riksbaneret, eskorterat av en honnörsstyrka (grenadjärkompani), skall vid Konungens begravningsprocession föras enligt särskilda anvisningar. | „ |

### Bilder

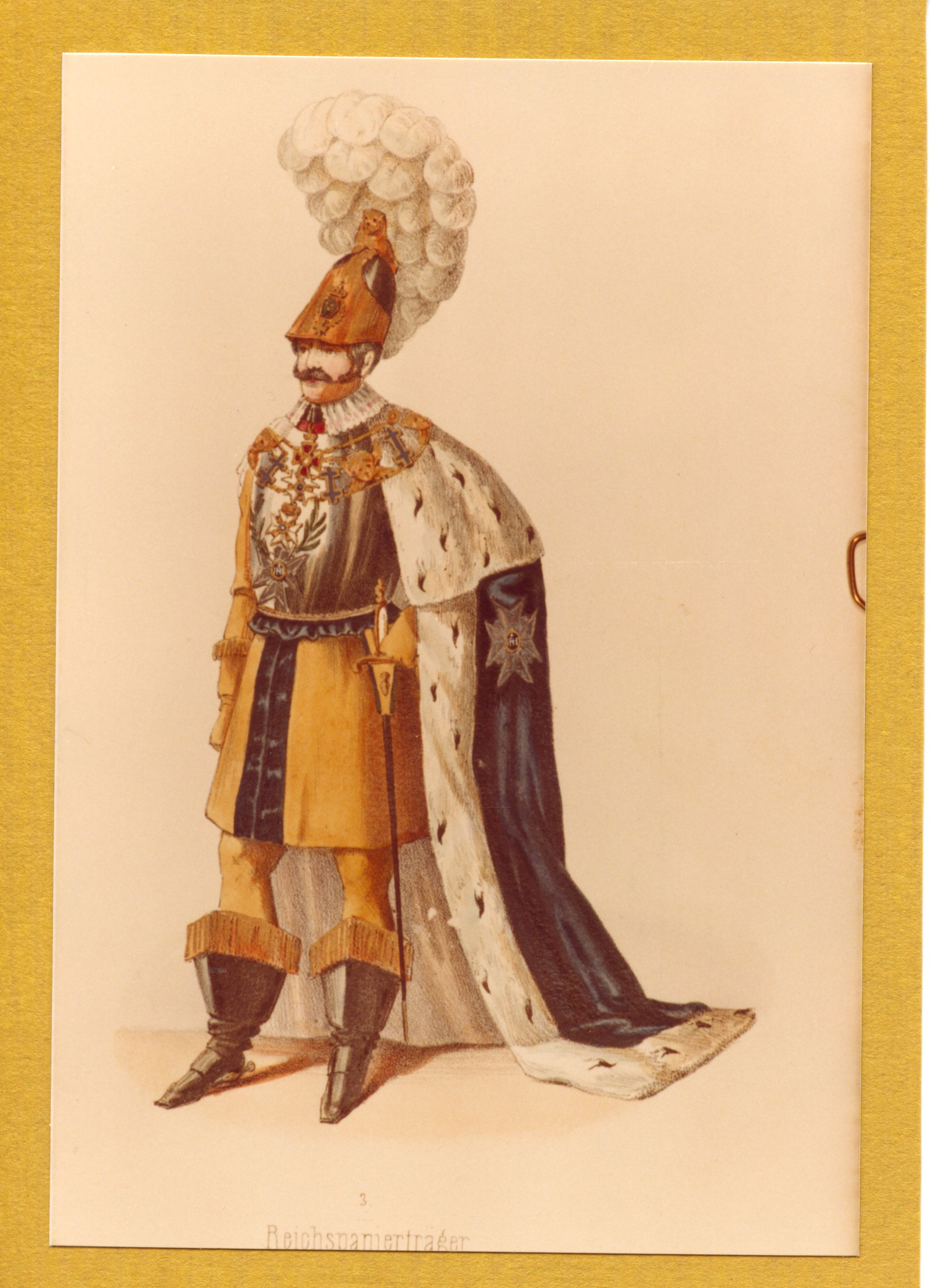
Riksbanerföraren vid Oscar I:s kröningen 1844
Sveriges nuvarande riksbanér ses till vänster på denna bona från 1840-talet som visar Karl XIV Johans begravningståg. Baneret till höger är det norska riksbaneret.

## Historia
Militärens främsta fälttecken var under medeltiden det så kallade huvudbaneret. Det fördes intill kungen eller den befälhavare som förde befäl i kungens ställe. Ordet riksbaner användes i Norden första gången i början av 1400-talet. Det är inte säkert att det var huvudbaneret som avsågs, men det bör ha använts som sådant. I äldre skriftliga källor förekommer ordet riksbaner ganska sällan, så det är svårt att göra sig en bild av hur det egentligen såg ut. Dessutom användes under 1500-talet benämningen huvudbaner parallellt med riksbaner.
Riksbaneret var en viktig symbol vid kungliga ceremonier, som till exempel kröningar. Man känner till att vid Gustav Vasas begravning i Uppsala domkyrka 1560 användes ett riksbaner som var utfört i blått siden. Det finns också liknande uppgifter om Erik XIV:s riksbaner. Från denna tid finns uppgifter om att riksbaneret, som var blått med riksvapnet, kunde föras av en annan person än kungen. I slaget vid Axtorna 1565 mellan svenskar och danskar fördes riksbaneret av den svenske befälhavaren Hogenskild Bielke.

## Äldre bevarade riksbaner

### Johan III:s riksbaner

Johan III:s riksbaner från 1594.

Johan III:s riksbaner utfördes till hans begravning 1594. Det är drygt tre och en halv meter långt och två meter högt. Den rätvinkliga blå sidenduken, som är tvåflikig, är målad och visar ett gult kors och Sveriges riksvapen: de tre kronorna och Bjälboättens lejon. Hjärtskölden visar ätten Vasas vapen. Vapenskölden är krönt med den slutna kungakrona som infördes vid Erik XIV:s kröning, och omgiven av landskapsvapnen som skapades till Gustav Vasas begravning. De landskapsvapen som är placerade närmast kronan är krönta med hertigkronor, och de övriga med grevekrona av äldre typ. Landskapsvapnen är 28 till antalet.
Banerets målning är skadad på flera ställen, och försilvringen har svartnat.

Karl IX:s riksbaner från 1607.

### Karl IX:s riksbaner
Till Karl IX:s kröning utfördes ett nytt riksbaner. I handlingarna kallades det fortfarande huvudbaner. Det utfördes i blå taft, och i likhet med Johan III:s riksbaner målades riksvapnet på det. Däremot utelämnades det gula korset. Baneret är inte rätvinkligt utan smalnar av efter medeltida förebilder. Det är tvåflikigt. Baneret användes också vid Karl IX:s begravning och vid Gustav II Adolfs kröning och begravning.

### Drottning Kristinas riksbaner
I likhet med Johan III:s och Karl IX:s riksbaner är drottning Kristinas riksbaner målat. Det utfördes till drottningens kröning 1650, och är tvåflikigt. Under 1600-talet användes riksbaneret uteslutande vid ceremonier, och fördes aldrig i fält. Det är av blå damast, och bland provinsvapnen finns bland annat Sveriges stora erövringar under trettioåriga kriget.
Baneret användes också vid Karl X Gustavs kröning. Drottning Kristinas namnchiffer C. R. S. (Christina Regina Suecia) ändrades till C. G. R. S. (Carolus Gustavus Rex Suecia). Hjärtskölden med Vasavapnet målades över, då Karl X Gustav tillhörde ätten Pfalz.

### Karl X Gustavs riksbaner
Av någon anledning var man missnöjd med drottning Kristinas riksbaner, och ett nytt utfördes. Liksom drottning Kristinas riksbaner utfördes det i blå damast. På detta baner utelämnades hjärtskölden, märkligt nog. Det är osäkert om det var detta baner eller drottning Kristinas riksbaner som användes vid Karl X Gustavs begravning.

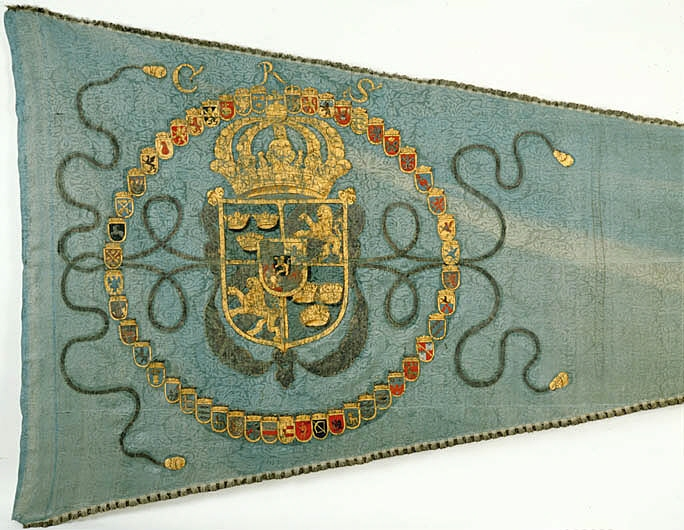
Karl XI:s riksbaner från 1675.

### Karl XI:s riksbaner
Det sista riksbaneret med medeltida formspråk; en avsmalnande, tvåflikig duk, utfördes till Karl XI:s kröning 1675. Liksom drottning Kristinas och Karl X Gustavs riksbaner utfördes det i damast, men i en mörkare blå färg. Utformningen liknade den på föregångarna, men antalet provinsvapen hade utökats till hela 47 på grund av en rad erövringar. Vapnen angav alla kungens titlar - vilka skulle finnas med i kungliga skrivelser - förutom Sveriges, Götes och Vendes konung.
Detta baner användes också vid Karl XI:s begravning och vid Karl XII:s kröning och begravning.